# Ао Нанг
Ао Нанг (тай. อ่าวนาง) — невелике містечко, розташоване в провінції Крабі, Таїланд, на березі Андамандського моря в 20 кілометрах на південь від столиці провінції, міста Крабі.

## Географія
Ао Нанг є центральним пунктом прибережної провінції Крабі, Таїланд. Місто складається в основному з головної вулиці, на якій переважають ресторани, паби, магазини та інші заклади, орієнтовані на туристів.
Майже вся інфраструктура міста розрахована на обслуговування туристів. В Ао Нанзі є кілька відомих пляжів, таких як Східний Райлі, Західний Райлі, Тхам Пра Нанг та інші. Поруч з містом розташовані відомі туристичні острови, такі як Пхі Пхі, Ко Кай та Ко Тхап. Місто оточене вапняковими горами, які можна побачити майже з будь-якої точки.
Найближчий аеропорт знаходиться у місті Крабі.

## Історія
Цунамі, викликане сильним землетрусом 2004 року, також досягло берегів Ао Нангу. Але через наявність прибережних вапнякових скель, які слугували своєрідним хвилерізом, збитки були відносно невеликі, порівнюючи зі збитками інших провінцій в регіоні, таких, наприклад, як Пхукет.

## Економіка
Середня заробітна плата для місцевого населення складає приблизно 500 USD. Середня вартість проживання (з арендою) — 661$, без аренди житла — приблизно 400$.